# 11682 Shiwaku
11682 Shiwaku (1998 EX6) là một tiểu hành tinh vành đai chính được phát hiện ngày 3 tháng 3 năm 1998 bởi H. Abe ở Yatsuka.